# Manuel Mestre Torres
Manolo Mestre Torres era un futbolista valencià. Va nàixer a Oliva (la Safor, País Valencià), el 7 de gener de 1935. Jugava de defensa central i la major part de la seua carrera va transcórrer al València CF, club del que va formar part del cos tècnic quan es va retirar com a jugador. Va ser internacional amb la selecció espanyola.
Era un defensa que destacava per la seua classe, qualitat tècnica, claredat d'idees per a jugar el baló i una magnífica col·locació que li van permetre disputar un total de 323 partits en Primera divisió, essent el tercer jugador que més partits ha disputat en primera amb el València CF. Malgrat ser defensa central i haver jugat més de 29.000 minuts en primera, només va sofrir una expulsió.
Com a entrenador, va ser tècnic del filial valencianista, el CE Mestalla i del primer equip en tres moments puntuals el 1976, 1977 i 1982.
Va morir el 31 d'agost del 2008 a l'edat de 73 anys.

## Internacional
Va ser internacional amb la selecció espanyola en dos ocasions. Va debutar el 22 de novembre de 1959 a València en el partit: Espanya-6; Àustria-3.

## Clubs
- UE Oliva
- CF Gandia
- CE Mestalla
- València CF – 1955-1969 – Primera divisió – 323 partits i 3 gols.

## Palmarès

### Títols estatals
- 1 Copa del Rei - València CF - 1967

### Títols internacionals
- 2 Copes de Fires - València CF - 1962 i 1963